# Субаря
Субаря (бур. Һубаряа — «вереница», «гряда, цепь») — улус в Окинском районе Бурятии. Входит в сельское поселение «Сойотское».

## География
Расположен в межгорной котловине на левом берегу реки Диби, левого притока Оки, в приблизительно 50 км по автодороге к юго-западу от улуса Сорок, центра сельского поселения, и около 70 км к югу от райцентра — села Орлик.

## Население
| 2002 | 2010 |
| ---- | ---- |
| 16   | ↗26  |